# Detroit Shock 2008
La stagione 2008 delle Detroit Shock fu l'11ª nella WNBA per la franchigia.
Le Detroit Shock vinsero la Eastern Conference con un record di 22-12. Nei play-off vinsero la semifinale di conference con le Indiana Fever (2-1), la finale di conference con le New York Liberty (2-1), vincendo poi il titolo WNBA battendo nella finale le San Antonio Silver Stars (3-0).

## Roster
| N° | Naz.                   | Ruolo | Sportivo          | Anno | Alt. | Peso |
| -- | ---------------------- | ----- | ----------------- | ---- | ---- | ---- |
| 3  | Stati Uniti (bandiera) | G     | Ashley Shields    | 1985 | 178  | 70   |
| 5  | Stati Uniti (bandiera) | G     | Elaine Powell     | 1975 | 175  | 67   |
| 9  | Stati Uniti (bandiera) | G     | Shay Murphy       | 1985 | 180  | 74   |
| 9  | Stati Uniti (bandiera) | G     | Wanisha Smith     | 1985 | 180  | 79   |
| 10 | Stati Uniti (bandiera) | G     | Chrissy Givens    | 1985 | 180  | 75   |
| 10 | Stati Uniti (bandiera) | G     | Nancy Lieberman   | 1958 | 178  | 68   |
| 11 | Stati Uniti (bandiera) | C     | Kelly Schumacher  | 1977 | 196  | 83   |
| 14 | Stati Uniti (bandiera) | GA    | Deanna Nolan      | 1979 | 178  | 73   |
| 21 | Stati Uniti (bandiera) | A     | LaToya Thomas     | 1981 | 188  | 75   |
| 22 | Stati Uniti (bandiera) | G     | Alexis Hornbuckle | 1985 | 180  | 70   |
| 23 | Stati Uniti (bandiera) | A     | Plenette Pierson  | 1981 | 188  | 77   |
| 24 | Nigeria (bandiera)     | C     | Olayinka Sanni    | 1986 | 188  | 93   |
| 30 | Stati Uniti (bandiera) | G     | Katie Smith       | 1974 | 180  | 82   |
| 32 | Stati Uniti (bandiera) | C     | Stacey Lovelace   | 1974 | 193  | 77   |
| 34 | Stati Uniti (bandiera) | C     | Tasha Humphrey    | 1985 | 191  | 98   |
| 35 | Stati Uniti (bandiera) | A     | Cheryl Ford       | 1981 | 191  | 87   |
| 44 | Stati Uniti (bandiera) | C     | Taj McWilliams    | 1970 | 188  | 83   |
| 45 | Stati Uniti (bandiera) | C     | Kara Braxton      | 1983 | 198  | 86   |
| 55 | Stati Uniti (bandiera) | GA    | Sheri Sam         | 1974 | 183  | 73   |

## Staff tecnico
- Allenatore: Bill Laimbeer
- Vice-allenatori: Rick Mahorn, Cheryl Reeve